# Hellmuth von Bethe
Hellmuth Albrecht von Bethe (* 25. Juli 1842 in Hammer bei Czarnikau; † 23. Juli 1914 in Czarnikau) war ein deutscher Verwaltungsbeamter und Parlamentarier.

## Leben
Hellmuth von Bethe studierte Rechtswissenschaften an der Ruprecht-Karls-Universität Heidelberg. 1863 wurde er Mitglied des Corps Saxo-Borussia Heidelberg. Nach dem Studium trat er in den preußischen Staatsdienst ein. Von 1887 bis 1907 war er Landrat des Kreises Czarnikau.
Bethe war Rittmeister a. D. und Landschaftsrat der Posener Landschaft. Von 1877 bis 1888 saß er für den Wahlkreis Bromberg 1 im Preußischen Abgeordnetenhaus. Er gehörte der Fraktion der Konservativen Partei an.

## Ehrungen
- Charakter als Geheimer Regierungsrat[3]